# Maria Antonia av Österrike

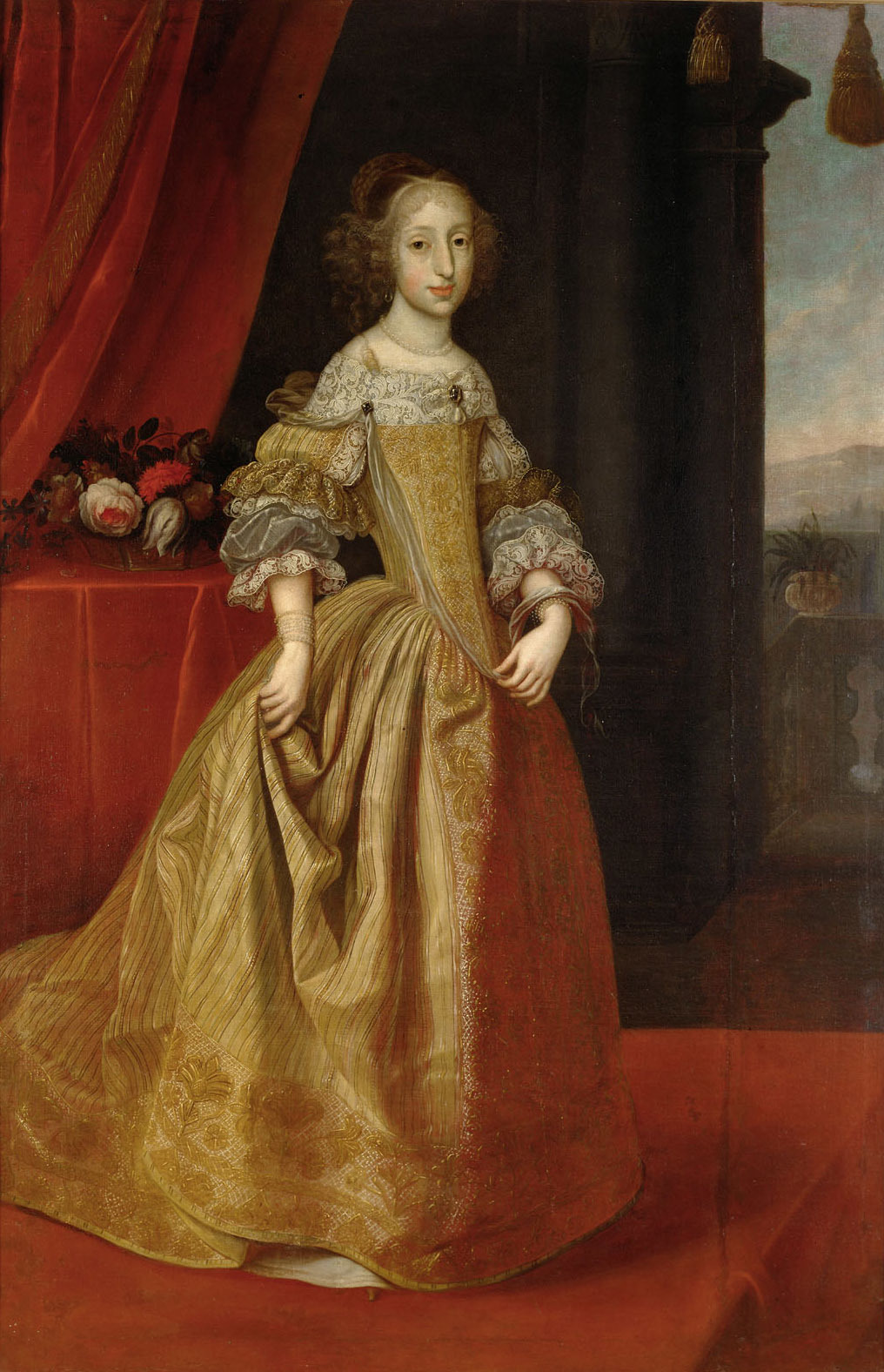
Maria Antonia av Österrike

 Maria Antonia av Österrike, född 18 januari 1669 i Wien, död där 24 december 1692, var kurfurstinna av Bayern, gift med kurfursten Maximilian II Emanuel av Bayern. Hon var fram till sin död Spaniens tronarvinge.  

## Biografi
Maria Antonia var dotter till Leopold I, tysk-romersk kejsare och Margarita Teresa av Spanien. Hon beskrivs som allvarlig, intelligent och musikintresserad. Hon var arvtagare till spanska tronen och sedan födseln trolovad med spanska kungen, men varken tronanspråken eller denna vigsel förverkligades på grund av flera politiska förvecklingar. Maria Antonias mor hade utsetts till Spaniens tronarvinge efter sin bror, den sjuklige Karl II av Spanien, och vid moderns död 1673 övertogs denna arvsrätt av Maria Antonia. Redan vid sin födsel betraktades hon som en lämplig kandidat för ett äktenskap med sin morbror Karl II, men detta giftermål blev aldrig realiserat. År 1684 mottog hon i stället ett giftermålsanbud av kurfurst Maximilian. Vigseln ägde rum i Wien den 15 juli 1685. Orsaken till äktenskapet var uteslutande politisk, då Maximilian genom henne hoppades på att få makten i Spanien.
Relationen mellan Maria Antonia och Maximilian beskrivs som olycklig. Den extroverte och energiske Maximilian hade inget gemensamt med den allvarliga och tillbakadragna Maria Antonia, som kränktes av hans otrohet, något som ska ha förorsakat en depression. Maken höll kontakt med hennes spanska släktingar, och 1691 utnämndes han till guvernör i Spanska Nederländerna, där han bosatte sig i Bryssel med sin älskarinna, grevinnan Canozza. Maria Antonia reste samtidigt till Wien för att besöka sin far kejsaren, och det antogs då allmänt att separationen skulle bli permanent. Hennes far försökte förgäves få Maximilian att bryta med Canozza.
Maria Antonia avled i barnsängsfeber. Strax före sin död avsade hon sig sin arvsrätt till den spanska tronen för sig och sin son, något som tolkats som en hämndeakt mot maken, som hon också uteslöt från sitt testamente. Detta godkändes dock inte av Spanien, som betraktade hennes son som hennes arvtagare av de spanska arvsanspråken. Hennes son, Josef Ferdinand (1692-1699), var av stor betydelse för den europeiska politiken under Europas spekulation över den spanska tronföljden.